# Тасовчићев грбовник
Тасовчићев грбовник је један од првих грбовника тзв. илирске хералдике, настао у периоду између 1595. и 1615. године, и до скоро у науци је био потпуно непознат. Чува се у Музеју примењене уметности у Београду. Музеј га је 1986. преко антикварнице Орфелин, откупио од наследника чувеног колекционара Јоце Вујића (1863-1934) из Сенте.

## Изглед грбовника
На првој страни је и печат Вујићеве библиотеке. На корицама и на првој страни грбовника има још занимљивих података о историји овог рукописа. На унутрашњој страни корица прилетљен је ex libris листић, с грбом и именом претходног власника, Густава Емиха од Емке у Мађарској (мађ: Gustavi Emich de Emőke).
На првој страни су три рукописне забелешке на холандском које откривају још понешто из историје овог хералдичког зборника. У првој белешци, непознати холандски власник, ако то није био сам Емих, што је мало вероватно, саопштава да је грбовник за њега купио извесни П. Бек (P. Beck) у Енкхејзену (Enckhuitzen) 1849. године, за 1,13 гулдена. У другој белешци, истим рукописом, сумарно се описује грбовник, а напомиње се и да места писана оловком, ту и тамо, потичу с краја XVII или почетка XVIII века, што ће се касније показати као погрешна датација. У трећој забелешци власник признаје да му ни после више од десет година није јасно какав је грбовник у питању. Зна се, према томе, да је грбовник купљен 1849. у Енкхејзену у Холандији, и да га је власник (који пише на холандском) поседовао више од десет година. Потом се, после 1867. – судећи по грбу на ex librisu – појављује у библиотеци Густава Емиха од Емке у Мађарској, да би коначно стигао у Вујићеву збирку у Сенти.
Грбовник је цртан на хартији формата 23×19 cm и укоричен у светлу кожу. Садржи 173 листа, а од тога су првих седам и последњих шест непагинирани. Пагинација почиње са листом 3, арапском бројевима у горњем десном углу. Анализа водених жигова показује две врсте папира: првих седам и последњих шест листова нешто су дебљи, с грбом Базела, љиљановом круном и иницијалима NCH/M, остали листови, на којим су цртани грбови су тањи, с љиљановом круном, гроздом и иницијалима AF. Обе врсте папира датиране су у период 1595-1615.

### Изглед садржајних грбова
Грбови су цртани само на десној страни, углавном оловком, а неки су преко оловке исцртани сепија тушем. Само је на грбовима Котроманића, Немањића и Војиновића делимично започето бојење воденом бојом, али чак ни то није завршено. Уметник је био веома вешт цртач и, за хералдичку уметност, и сматра се великом штетом што посао није привео крају. Ова околност, међутим, има и своју добру страну јер нам открива порекло самог аутора. Уметник је, наиме, оловком себи означавао шифре боја за касније исликавање грбовника, и те забелешке би после бојења сигурно биле избрисане. Већином су то само словне скраћенице, али понегде је написана и цела реч, и то писаном готицом, на холандском XVI/XVII века!